# Carlos Múzquiz
Carlos Múzquiz fue un actor de reparto durante la Época de Oro del cine mexicano. Nacido en Múzquiz, Coahuila, México, en 1906, falleció en Ciudad de México el 5 de febrero de 1960.
Actor que inició su carrera en el cine mexicano el año 1943 en la película "Las Calaveras del Terror" al lado de Pedro Armendáriz y Tito Junco. Interpretaba papeles, en su mayoría, de agente de la policía, militares al igual que mafiosos o delincuentes. Realizó un total de 78 Películas incluyendo 17 filmadas en Hollywood California.
Realizó en 16 años, alrededor de 78 películas, al lado de grandes figuras de la Época de Oro del cine mexicano, como por ejemplo con María Félix en las películas "Maclovia", "Río Escondido", "Doña Diabla", "Camelia"; con Jorge Negrete, trabajó en "Lluvia Roja", "Si Adelita se fuera con Otro", "Camino a Sacramento" y en la mejor de todas "El Ahijado de la Muerte"; con Clavillazo, en "Una Movida Chueca"; con Pedro Infante en "Gitana Tenías que Ser" y en la última película de éste en "Escuela de Rateros"; con el Piporro en "Calibre 44"; con Cantinflas en "El Siete Machos" y en su última película al lado de Tin Tan "El Pandillero" entre otras tantas, en donde dejó su talento.

## Filmografía
- 1961 El pandillero ... Gánster (sin crédito)
- 1960 Calibre 44 ... Don Luis, administrador de la hacienda
- 1959 Una señora movida
- 1959 Jet Over the Atlantic ... Purser
- 1959 El pequeño salvaje y los piratas ... Bit Role (sin crédito)
- 1959 La edad de la tentación (sin crédito)
- 1958 Villa!! ... Cabo
- 1958 Ten Days to Tulara ... Darío
- 1958 Sierra Baron ... Andrews
- 1958 Escuela de rateros ... Comandante
- 1958 The Last Rebel
- 1957 El secreto de Pancho Villa
- 1957 The Black Scorpion ... Dr. Velazco (as Carlos Muzquiz)
- 1957 The Sun Also Rises ... Juanito Montoya (sin crédito)
- 1957 El tesoro de Pancho Villa
- 1956 La sombra vengadora vs. La mano negra
- 1956 La sombra vengadora ... Esbirro jefe de la Mano Negra
- 1956 Comanche ... Scalphunter (sin crédito)
- 1956 Silent Fear ... Detective
- 1955 Sheena: Queen of the Jungle (TV Series)
- - Trade of the Killer (1955) ... (como Carlos Musquiz)
- 1955 The Treasure of Pancho Villa ... Commandant (como Carlos Mosquiz)
- 1955 Seven Cities of Gold ... Dr. Pratt (uncredited)
- 1955 A Life in the Balance ... Capitán Saldaña (como Carlos Muzquiz)
- 1955 Kid Tabaco
- 1954 As negro ... Muñeco
- 1954 El enmascarado de plata ... Risueño
- 1954 Camelia ... Productor de televisión
- 1953 Gitana tenías que ser ... Productor
- 1953 Plunder of the Sun ... Museum curator (sin crédito)
- 1952 Crown Theatre with Gloria Swanson (TV Series)
- - Choice of Weapons
- 1952 Póker de ases ... Amigo de Roberto
- 1952 Captain Scarlett ... Etienne Dumas (como Carlos Musquiz)
- 1952 Apasionada ... Inspector Ramírez
- 1952 Yo fui una callejera ... Ramón
- 1952 Schlitz Playhouse (TV Series)
- - Port of Call (1952)
- 1952 Night Falls ... Armando Villarreal
- 1952 Pasionaria ... Don Luis
- 1951 Furia roja ... Diego Sánchez
- 1951 My Outlaw Brother ... Sánchez (El Capitán)
- 1951 Gendarme de punto ... El Posturas
- 1951 El siete machos ... Manuel
- 1951 Pecado ... Amigo de Roberto
- 1951 Amor vendido ... Detective Policía
- 1950 Pecado de ser pobre ... Esbirro de Roberto
- 1950 Pancho Villa Returns
- 1950 La edad peligrosa ... Francisco Martini (sin crédito)
- 1950 Sentencia ... Teniente Jesús Guerrero (sin crédito)
- 1950 La mujer que yo amé ... Pisaflor
- 1950 Cuando acaba la noche ... Enrique
- 1950 The Torch ... Fidel Bernal (como Carlos Musquiz)
- 1950 The Devil Is a Woman ... Martínez
- 1950 Lluvia roja ... Soldado
- 1950 Vuelve Pancho Villa ... Teniente Ochoa
- 1949 Canas al aire
- 1949 El baño de Afrodita ... Mafioso
- 1949 Callejera ... Padrote
- 1949 Zorina, la mujer maldita ... Amante de Constanza (sin crédito)
- 1949 Arriba el norte ... Sargento (sin crédito)
- 1949 El embajador
- 1949 No me quieras tanto... Luis
- 1949 Ahí viene Vidal Tenorio
- 1949 El pecado de Laura ... Secuaz de Víctor
- 1949 La familia Pérez ... Rodríguez, detective policía (sin crédito)
- 1949 Medianoche ... Agente de policía
- 1949 Salón México ... Dueño cabaret
- 1948 La norteña de mis amores
- 1948 Ojos de juventud ... Secuaz de Domingo (sin crédito)
- 1948 En los altos de Jalisco
- 1948 Se la llevó el Remington ... Secuaz de Manuel
- 1948 Maclovia (uncredited)
- 1948 Los viejos somos así ... Jugador norteño (sin crédito)
- 1948 Spurs of Gold ... Coyote
- 1948 Si Adelita se fuera con otro ... Villista (sin crédito)
- 1948 Río escondido ... Leonardo
- 1948 Juan Charrasqueado ... El Malilla
- 1946 El ahijado de la muerte ... El cachorro
- 1946 Camino de Sacramento ... El Chueco
- 1944 Las calaveras del terror